# 小行星9598
小行星9598（英語：9598）是一颗围绕太阳公转的小行星。1991年10月18日，上田清二、金田宏在钏路市发现了此天体。
这颗小行星的绝对星等为284.89582等。